# 法马古斯塔新萨拉米斯足球俱乐部
法马古斯塔新萨拉米斯足球俱乐部（希臘語：Νέα Σαλαμίς Αμμοχώστου），塞浦路斯法马古斯塔市（也称阿莫霍斯托斯）的一个职业足球俱乐部。1974年土耳其入侵塞浦路斯，法马古斯塔被占领。新萨拉米斯队迁至拉纳卡。
新萨拉米斯队曾于1990年夺得塞浦路斯盃及塞浦路斯超級盃。在塞浦路斯联赛的最佳成绩为季军。

## 荣誉
- 塞浦路斯盃
  - 冠军：1990年
- 塞浦路斯超級盃
  - 冠军：1990
- 塞浦路斯乙組足球聯賽
  - 冠军：(1955，1980，2002，2004)